# Caenoneura robusta
Caenoneura robusta is een vliegensoort uit de familie van de venstervliegen (Scenopinidae). De wetenschappelijke naam van de soort is voor het eerst geldig gepubliceerd in 1923 door Kröber.